# Distretto di Köşk
Il distretto di Köşk (in turco Köşk ilçesi) è uno dei distretti della provincia di Aydın, in Turchia.